# Henrique Guedes da Silva
Henrique Guedes da Silva, més conegut com a Catanha (Recife, 6 de març de 1972) és un exfutbolista hispanobrasiler que ocupava la posició de davanter.

## Trajectòria
Després d'haver-se iniciat en modestos equips brasilers, el 1995 arriba a l'Os Belenenses portuguès. La temporada 96/97 marxa a l'Estat veí per recalar a la UD Salamanca, de la Segona Divisió espanyola. A l'any següent hi destaca amb el CD Leganés, amb qui marca 14 gols, i acaba d'explotar la temporada 98/99. Eixa campanya juga amb el Màlaga CF, i gràcies als seus 26 gols, acaba com a màxim golejador de la categoria i el seu equip puja a primera divisió.
Ja a la màxima categoria, aconsegueix marcar-hi altres 24 dianes la temporada 99/00. Aquestes dues temporades criden l'atenció d'equips més potents, i a l'estiu de l'any 2000 fitxa pel Celta de Vigo. Serà una peça fonamental del conjunt gallec durant els dos següents anys, en els quals el Celta competeix en competicions europees, inclosa la Champions League.
La seua situació canvia a partir de la temporada 02/03. Eixa temporada encara hi juga 31 partits, però quasi la meitat des de la banqueta, i només marca quatre gols. L'any següent ja no compta i és cedit al FC Krylia Sovetov Samara rus.
A partir del 2005 la carrera del brasiler continua per equips més modestos: retorna a l'Os Belenenses, i juga amb el Marília i l'Atlético Mineiro del seu país natal. El juliol del 2006 hi retorna a la competició espanyola, per jugar amb el modest CD Linares de Segona B. Quan el conjunt desapareix per problemes econòmics, marxa als veïns de la Unión Estepona CF.

## Selecció
Catanha va ser internacional amb la selecció espanyola en tres ocasions.